# Es Pontàs

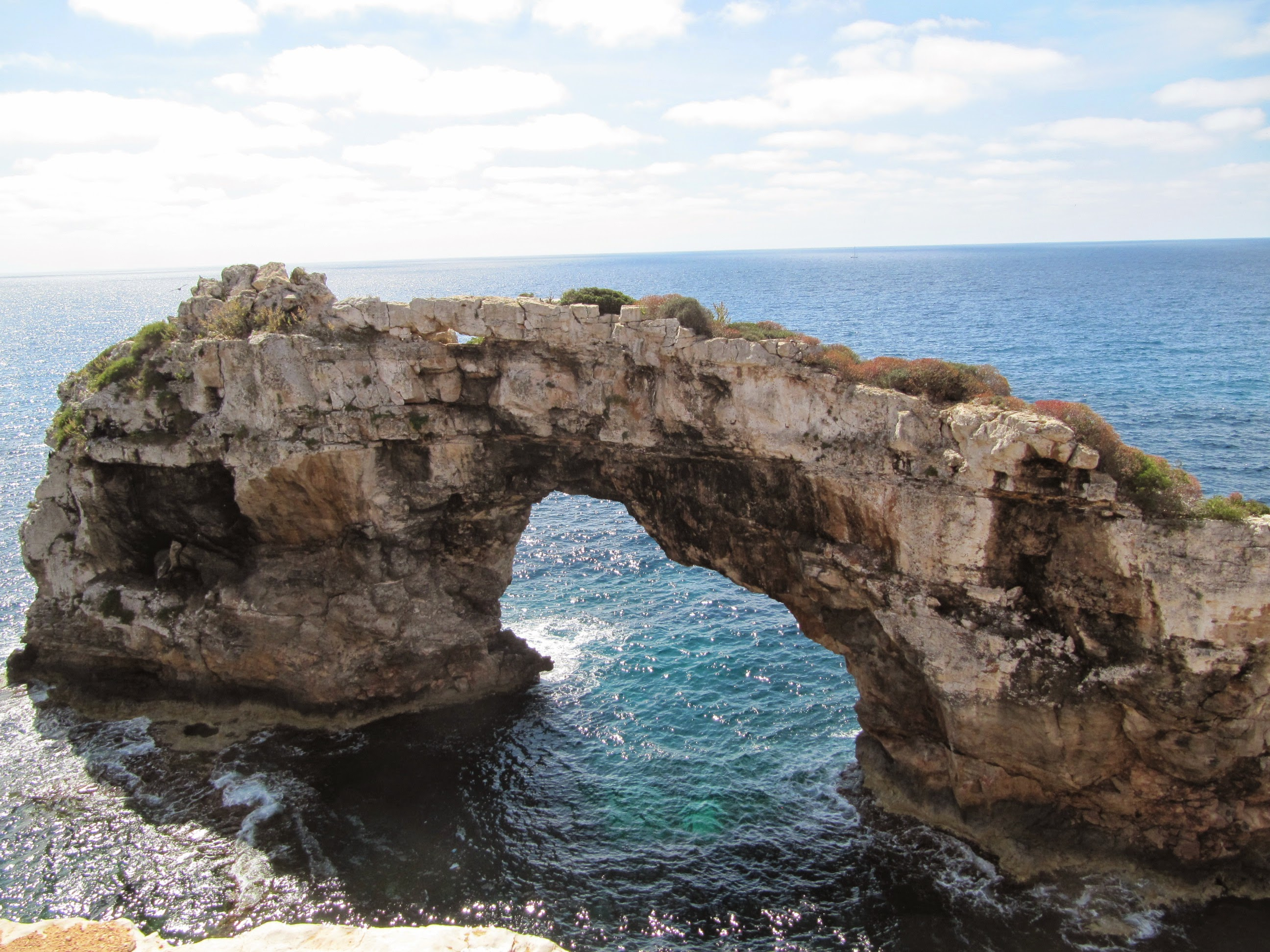
Es Pontàs

Es Pontàs is een natuurlijke brug gelegen tussen de plaatsen Cala Santanyí en Cala Llombards in de gemeente Santanyí op het Spaanse eiland Mallorca. De rots in zee ligt op ongeveer 200 meter uit de kust. Het uitzichtpunt is alleen per voet of fiets bereikbaar, en niet extreem toeristisch omdat bussen de nabijgelegen parkeerplaats lastig kunnen bereiken.